# 拉莫特 (朗德省)
拉莫特（法語：Lamothe，法語發音：[lamɔt]）是法国朗德省的一个市镇，位于该省中南部，属于达克斯区。

## 地理
拉莫特（43°47'29"N, 0°39'11"W）面积12.63 平方千米，位于法国新阿基坦大区朗德省，该省份为法国西南部沿海省份，是法國本土面积第二大的省，北起吉倫特省，西临大西洋，南至大西洋比利牛斯省，东临热尔省，东北与洛特-加龍省接壤。
与拉莫特接壤的市镇（或旧市镇、城区）包括：科纳、勒勒伊、苏普罗斯。

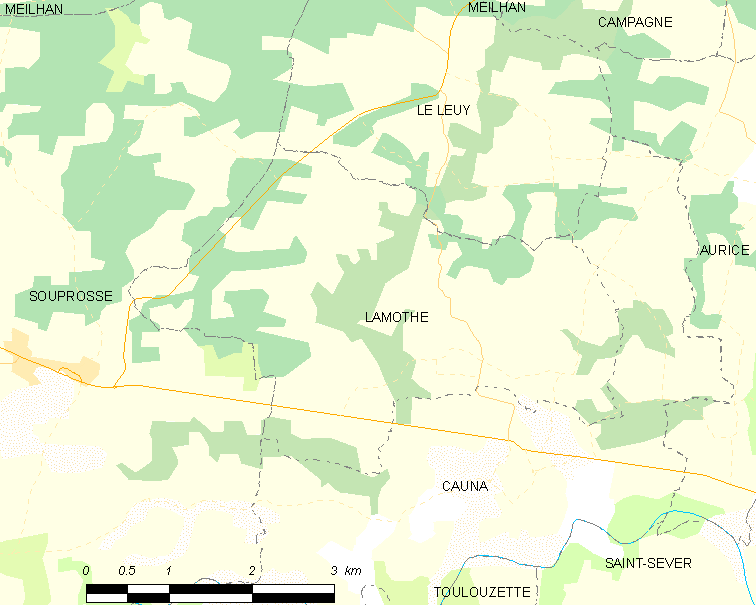
的OSM定位图

拉莫特的时区为UTC+01:00、UTC+02:00（夏令时）。

## 行政
拉莫特的邮政编码为40250，INSEE市镇编码为40143。

## 政治
拉莫特所属的省级选区为莫尔桑克斯-塔尔塔斯地区县。

## 人口

1962-2008年间人口变化图示

拉莫特于2022年1月1日时的人口数量为305人。